# Onze-Lieve-Vrouw van Zeven Smartenkerk (Amsterdam)
De Onze-Lieve-Vrouw van Zeven Smartenkerk is een voormalig rooms-katholiek kerkgebouw aan de Aalbersestraat 224 in de Amsterdamse wijk Geuzenveld.
De parochie Onze-Lieve-Vrouw van Zeven Smarten werd in 1954 gesticht voor de toen nieuwe wijk Geuzenveld. De bouwpastoor was pater M. Nillesen. De eerste jaren werd gebruikgemaakt van twee noodkerken. In november 1958 werd de eerste paal geslagen voor het nieuwe kerkgebouw en op 19 maart 1960 werd de kerk ingewijd door bisschop Van Dodewaard. Architect H.P.J. de Vries was verantwoordelijk voor het ontwerp. Het is een driebeukige basiliek in traditionalistische stijl, met een klokkentoren met drie luidklokken.
Het kerkgebouw werd in 1993 gesloten en verbouwd tot appartementencomplex. Het uiterlijk van de kerk, met de voorgevel en de klokkentoren, bleef daarbij behouden. De katholieke gemeente ging op in de Onze-Lieve-Vrouw-van-Lourdeskerk.
Naast de kerk werd gelijktijdig het klooster voor de paters Kruisheren gebouwd, eveneens naar ontwerp van H.P.J. de Vries.